# Victrix frigidalis
Victrix frigidalis är en fjärilsart som beskrevs av Ronkay och Zoltan Varga. Victrix frigidalis ingår i släktet Victrix och familjen nattflyn. Inga underarter finns listade i Catalogue of Life.